# Martin Dornberg
Martin Dornberg (* 29. Oktober 1959 in Köln) ist ein deutscher Psychosomatiker und Philosoph.

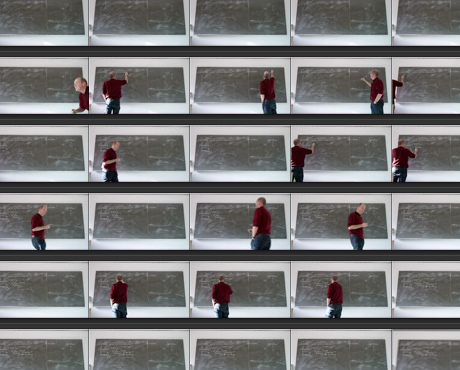
Dornberg im Seminar

## Leben
Dornberg studierte Medizin und Philosophie in Freiburg/Breisgau. Weiterbildungen zum Arzt für Innere Medizin, zum Arzt für Psychosomatische Medizin und Psychotherapie sowie zum Psychoanalytiker und in den Bereichen Geriatrie und Schmerztherapie. Von 1993 bis 1995 hatte Dornberg die stellvertretende ärztliche Leitung des Zentrums für Geriatrie und Gerontologie Freiburg/ZGGF inne. Seit 1998 leitet er das Zentrum für Psychosomatik und Psychotherapie im Ärztehaus am St. Josefskrankenhaus in Freiburg sowie den Konsildienst für Psychosomatik und Psychotherapie des St. Josefskrankenhauses und des Loretto-Krankenhauses Freiburg.
Dornberg arbeitet in verschiedenen philosophischen Fachgesellschaften und verschiedenen psychosomatisch-psychotherapeutischen Aus- und Weiterbildungsinstituten: Klinik für Psychosomatik und Psychotherapie/Uniklinik Freiburg, Tiefenpsychologischen Institut Baden (TIB), Wiesbadener Akademie für Psychotherapie (WIAP), Süddeutsche Akademie für Psychotherapie (SAP) und ist dort jeweils als Dozent, Supervisor und Selbsterfahrungsleiter für tiefenpsychologisch fundierte Psychotherapie sowie für psychoanalytische Psychotherapie (nur SAP) zugelassen. Dornberg ist Gründungsmitglied des „Arbeitskreises psychosomatische Medizin und Psychotherapie Südbaden e.V.“ sowie Gründungs- und Vorstandsmitglied des Vereins „Psychotherapieportal Breisgau e.V.“
Martin Dornberg promovierte 1987 in Philosophie über Jean Paul Sartre und 1997 in Medizin über die Sterbehilfeproblematik. Seit 1989 hat er einen Lehrauftrag für Philosophie am Philosophischen Seminar der Albert-Ludwigs-Universität Freiburg inne. Seine Forschungs- und Tätigkeitsschwerpunkte liegen im Bereich von Psychosomatik, Psychotherapie und Psychoanalyse, von Medizintheorie und Medizinethik, sowie der Philosophie der Neuzeit und (Post-)Moderne. 2005 wurde Dornberg in den Wissenschaftlichen Beirat von „Psychologik . Jahrbuch für Psychologie und Philosophie“ (Alber Verlag, Freiburg) berufen.
Zur Zeit Mitarbeit auch im Bereich „Interdisziplinäre Anthropologie“ sowie am „Zentrum für Anthropologie und Gender Studies“ (ZAG), am „Husserl Archiv“ und am „Institut für Medienkulturwissenschaft“ der Albert-Ludwigs-Universität Freiburg.
In Zusammenhang mit aktuellen Forschungsinteressen bezüglich zeitgenössischer Theorien des Körpers und des Embodiment sowie per- und transformativer Potentiale von Psychosomatik und Philosophie gründete er 2008 zusammen mit Monica Alarcon und Daniel Fetzner die interdisziplinäre Forschungsgruppe mbody zur künstlerischen Forschung in Medien, Somatik, Tanz und Philosophie.

## Künstlerische Forschung
- 2014/15: BUZZ:[2] Parasitäre Medienintervention in einem indischen Insektenlabor
- 2012/13: EMBEDDED PHASE DELAY:[3] Performance zur ›fehlenden Halbsekunde‹ (Helmholtz 1851)
- 2012: PEAU/PLI:[4] Künstlerische Forschung zu Texten von Deleuze und Anzieu
- 2008: Symposium SPUREN:[5] Vortrag: Aufgespannte Körper – Bezogene Gedächtnisse

## Schriften
- Gewalt und Subjekt. Eine kritische Untersuchung zum Subjektbegriff in der Philosophie J.P. Sartres. Königshausen & Neumann, Würzburg 1989.
- Menschlichkeit und Gewalt. Sartre zwischen Subjekt und Subjektkritik. In: R. E. Zimmermann (Hrsg.): Das Sartre-Jahrbuch Eins. Verlag Westfälisches Dampfboot, Münster 1991, S. 111–129.
- Denken, Veränderung, veränderndes Denken. Notizen zu einem philosophischen Zusammenhang. In: K. Scheppke, M. Tichy (Hrsg.): Das Andere der Identität. Ute Guzzoni zum 60. Geburtstag. Freiburg, Rombach 1996, S. 111–126.
- Angefragt: Sterbehilfe. Behandlungsbegrenzung und Sterbehilfe aus der Sicht internistischer Krankenhausärzte. Ergebnisse einer Befragung und medizinethische Bewertung. Peter Lang Verlag, Frankfurt am Main 1997.
- Zur Magie der Gefühle: Gefühle und Intersubjektivität. Psychologische und philosophische Überlegungen. In: Psychologik 1. Jahrbuch für Psychologie und Philosophie. Freiburg 2006, S. 132–66.
- Trauma und Verwundbarkeit bei E. Levinas und in der Traumatherapie. In: Psychologik 3. Jahrbuch für Psychologie und Philosophie. Freiburg 2008, S. 195–212.
- Geschlecht und Gewalt. Einige Anmerkungen aus philosophischer und psychologischer Sicht. In: Susanne Bach (Hrsg.): Gewalt, Geschlecht, Fiktion. Gewaltdiskurse und Gender-Problematik in zeitgenössischen englischsprachigen Romanen, Dramen und Filmen. WVT, Trier 2010, S. 9–37.
- Sterbehilfe – Handeln oder Unterlassen. Schattauer, Stuttgart 1998.
- Der Säugling und das Phantasieren. Zu Martin Dornes' „Können Säuglinge phantasieren?“. In: Psyche. 11, Klett, Stuttgart 1996, S. 1019–1035.
- Wie „psychodynamisch“ ist die Schematherapie? Gemeinsamkeiten und Unterschiede zwischen Schematherapie und psychodynamischer Psychotherapie. In: E. Roediger, G. Jacob (Hrsg.): Fortschritte der Schematherapie. Hogrefe Verlag, Göttingen 2010, S. 30–44.
- Die zweigriffige Baumsäge. Überlegungen zu Zwischenleiblichkeit, Umweltbezogenheit und Überpersonalität. In: T. Breyer (Hrsg.): Grenzen der Empathie. Philosophische, psychologische und anthropologische Perspektiven. Wilhelm Fink, Paderborn 2013, S. 239–259.
- Dritte Körper. Leib und Bedeutungskonstitution in Psychosomatik und Phänomenologie. In: Arno Böhler, Christian Herzog, Alice Pechriggl (Hrsg.): Korporale Performanz. Zur bedeutungsgenerierenden Dimension des Leibes. Transcript, Bielefeld 2014, S. 107–127.
- mit Daniel Fetzner (Hrsg.): Intercorporeal Splits. Open House, Leipzig 2015.